# Свободный союз семи восточнофризских земель
Свободный союз семи восточнофризских земель — союз хофтлингов (вождей) Восточной Фризии, созданный в 1430 году под предводительством рода Кирксена из Гретзиля, а именно хофтлинга Эдцарда Кирксены, и был направлен против Фокко Укены. В этом союзе восточные фризы сопротивлялись возросшему угнетению и постоянно растущему бремени, которые стали результатом правления клана Укена.

## Причины
После победы над Окко II том Броком в битве на Диких полях Фокко Укена стал фактически единоличным правителем в Восточной Фризии. Он пытался закрепить это своей политикой, но действовал очень неуклюже и обложил восточных фризов ещё более высокими налогами и большими репрессиями. После спасения от диктатуры том Броков многие жители Восточной Фризии были разочарованы Укеной, как и вожди, которые ранее отвернулись от Око II том Брока, поскольку он, казалось, предал фризскую свободу, которую Укена обещал защищать.
Таким образом, около 1430 года в родной земле том Броков, Брокмерланде, при поддержке кланов поднялось восстание, которое после неудавшейся атаки Фокко на владения Бремена на Нижнем Везере расширилось до всеобщего восточнофризского народного восстания. После покорения Ольдерзума и Ауриха 14 ноября 1430 года под руководством вождя Эдцарда Кирксены из Гретзиля восточнофризские земельные объединения и мелкие вожди заключили «Свободный союз семи восточнофризских земель», направленный против Фокко, его сыновей и зятя Зибета Папинги.

## Последствия

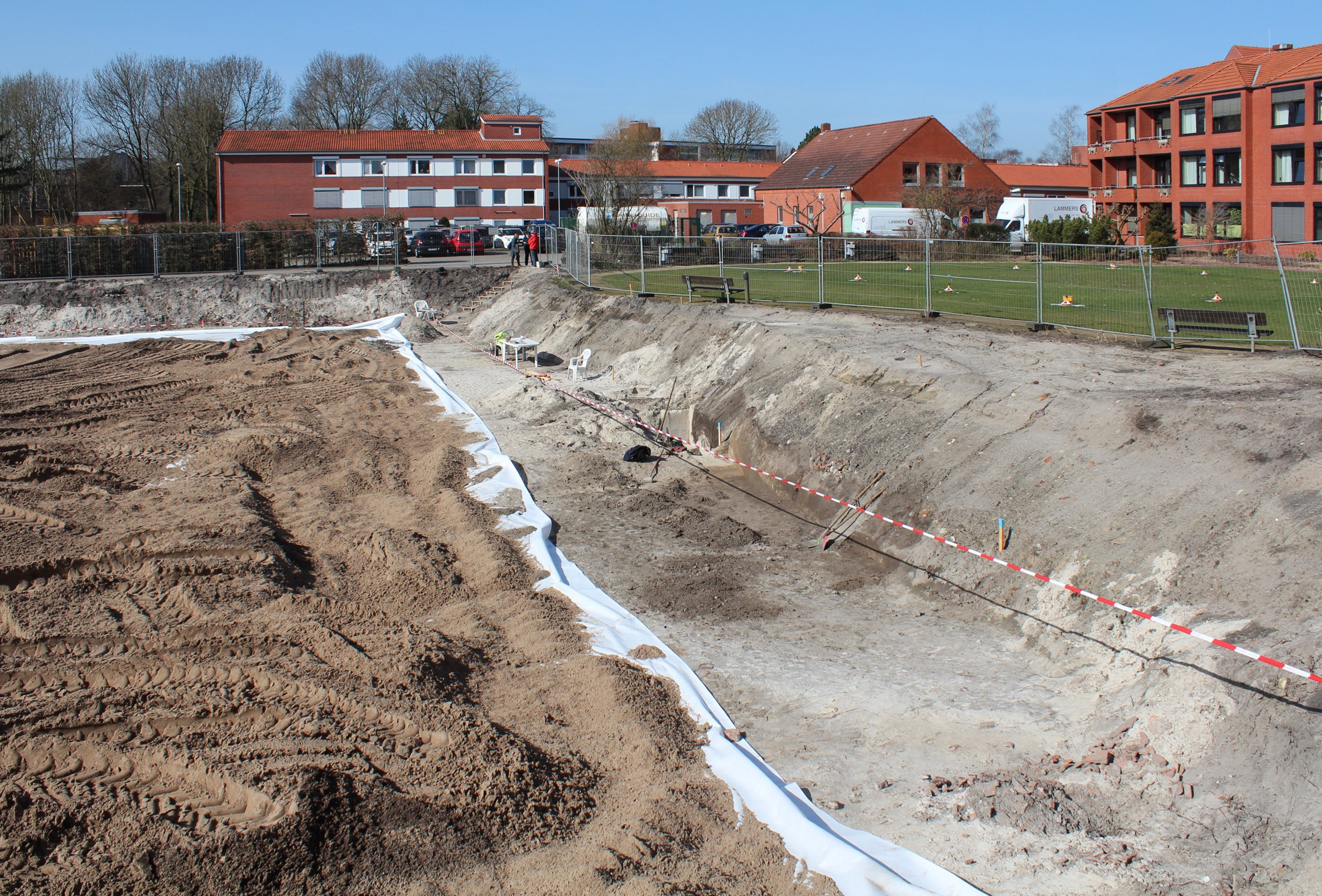
Раскопки на месте разрушенного Фоккенбурга, 2017

Члены Свободного союза создали народное ополчение, которое осаждало Фоккенбург в Лере в течение полугода и уничтожило его. После этого не имеющий больше сил противостоять Фокко Укена скрылся в Эмдене. Набирающий силу Кирксена оценил свои шансы и в 1433 году самостоятельно связался с городом Гамбург. Он хотел раз и навсегда покончить с терпимостью к пиратам в Восточной Фризии и для этого положиться на сильного суверена. Последняя группировка сторонников Фокко была разбита этим союзом в 1433 году в Баргебуре. Это заложило фундамент скорого правления рода Кирксена в Восточной Фризии.